# Seznam cerkva v Sloveniji (N)
|  | Seznam cerkva: A B C Č D E F G H I J K L M N O P R S Š T U V W Z Ž |

- Za Našo ljubo Gospo presvetega Srca Jezusovega glej Marija
- Nedelja nima več cerkve v Sloveniji (edina je bila v Parecagu)
- Stolnice so zapisane krepko
- Nebogoslužna cerkev je zapisana ležeče

## Nazarij Koprski
| Slika                     | Cerkev  | Naselje | Župnija  | Škofija |
| ------------------------- | ------- | ------- | -------- | ------- |
| Klikni za spremembo slike | Nazarij | Glem    | Marezige | KP      |

## Neža
| Slika                     | Cerkev | Naselje              | Župnija             | Škofija |
| ------------------------- | ------ | -------------------- | ------------------- | ------- |
| Klikni za spremembo slike | Neža   | Brezje pri Dobrovi   | Dobrova             | LJ      |
| Klikni za spremembo slike | Neža   | Brezje pri Oplotnici | Zreče               | MB      |
| Klikni za spremembo slike | Neža   | Brezje pri Tržiču    | Kovor               | LJ      |
| Klikni za spremembo slike | Neža   | Čanje                | Sevnica             | CE      |
| Klikni za spremembo slike | Neža   | Golčaj               | Blagovica           | LJ      |
| Klikni za spremembo slike | Neža   | Ključevica           | Dobovec             | LJ      |
| Klikni za spremembo slike | Neža   | Knežja vas           | Dobrnič             | NM      |
| Klikni za spremembo slike | Neža   | Krajna vas           | Dutovlje            | KP      |
| Klikni za spremembo slike | Neža   | Liboje               | Griže               | CE      |
| Klikni za spremembo slike | Neža   | Lopata               | Hinje               | NM      |
| Klikni za spremembo slike | Neža   | Prapreče             | Zagorje ob Savi     | LJ      |
| Klikni za spremembo slike | Neža   | Seč                  | Hinje               | NM      |
| Klikni za spremembo slike | Neža   | Sela pri Kamniku     | Sela pri Kamniku    | LJ      |
| Klikni za spremembo slike | Neža   | Slivna               | Vače                | LJ      |
| Klikni za spremembo slike | Neža   | Vodice pri Gabrovki  | Sv. Križ - Gabrovka | NM      |
| Klikni za spremembo slike | Neža   | Vrh pri Površju      | Raka                | NM      |
| Klikni za spremembo slike | Neža   | Vrhe                 | Sele                | MB      |
| Klikni za spremembo slike | Neža   | Zaloka               | Šentrupert          | NM      |

## Nikolaj iz Mire
| Slika                     | Cerkev  | Naselje                         | Župnija                     | Škofija |
| ------------------------- | ------- | ------------------------------- | --------------------------- | ------- |
| Klikni za spremembo slike | Nikolaj | Adlešiči                        | Adlešiči                    | NM      |
| Klikni za spremembo slike | Miklavž | Ankaran                         | Ankaran                     | KP      |
| Klikni za spremembo slike | Nikolaj | Ankaran                         | Ankaran                     | KP      |
| Klikni za spremembo slike | Nikolaj | Avber                           | Tomaj                       | KP      |
| Klikni za spremembo slike | Nikolaj | Babno Polje                     | Babno Polje                 | LJ      |
| Klikni za spremembo slike | Nikolaj | Bela                            | Špitalič                    | LJ      |
| Klikni za spremembo slike | Miklavž | Bevče                           | Velenje - Bl. A. M. Slomšek | CE      |
| Klikni za spremembo slike | Nikolaj | Bohinjska Bistrica              | Bohinjska Bistrica          | LJ      |
| Klikni za spremembo slike | Nikolaj | Brdo                            | Ihan                        | LJ      |
| Klikni za spremembo slike | Nikolaj | Breginj                         | Kobarid                     | KP      |
| Klikni za spremembo slike | Nikolaj | Brezovo                         | Sv. Križ - Gabrovka         | NM      |
| Klikni za spremembo slike | Nikolaj | Budanje                         | Budanje                     | KP      |
| Klikni za spremembo slike | Miklavž | Budna vas                       | Šentjanž                    | NM      |
| Klikni za spremembo slike | Nikolaj | Bukovje pri Slivnici            | Slivnica pri Celju          | CE      |
| Klikni za spremembo slike | Nikolaj | Celje                           | Celje - Sv. Cecilija        | CE      |
| Klikni za spremembo slike | Nikolaj | Cerov Log                       | Šentjernej                  | NM      |
| Klikni za spremembo slike | Nikolaj | Cerovo                          | Št. Jurij pri Grosupljem    | LJ      |
| Klikni za spremembo slike | Nikolaj | Čolnišče                        | Šentlambert                 | LJ      |
| Klikni za spremembo slike | Nikolaj | Dolenci                         | Dolenci                     | MS      |
| Klikni za spremembo slike | Nikolaj | Dolenje Kronovo                 | Bela Cerkev                 | NM      |
| Klikni za spremembo slike | Nikolaj | Drama                           | Škocjan pri Novem Mestu     | NM      |
| Klikni za spremembo slike | Miklavž | Drevenik                        | Kostrivnica                 | CE      |
| Klikni za spremembo slike | Nikolaj | Dvorje                          | Cerklje na Gorenjskem       | LJ      |
| Klikni za spremembo slike | Nikolaj | Dvor pri Polhovem Gradcu        | Polhov Gradec               | LJ      |
| Klikni za spremembo slike | Nikolaj | Gabrovica pri Črnem Kalu        | Predloka                    | KP      |
| Klikni za spremembo slike | Nikolaj | Godešič                         | Reteče                      | LJ      |
| Klikni za spremembo slike | Nikolaj | Golac                           | Hrušica                     | KP      |
| Klikni za spremembo slike | Nikolaj | Golica                          | Selca                       | LJ      |
| Klikni za spremembo slike | Nikolaj | Gornje Cerovo                   | Kojsko                      | KP      |
| Klikni za spremembo slike | Nikolaj | Gozd                            | Križe                       | LJ      |
| Klikni za spremembo slike | Nikolaj | Gradec                          | Sv. Križ - Podbočje         | NM      |
| Klikni za spremembo slike | Nikolaj | Gradenc                         | Žužemberk                   | NM      |
| Klikni za spremembo slike | Nikolaj | Gradišče v Tuhinju              | Šmartno v Tuhinju           | LJ      |
| Klikni za spremembo slike | Nikolaj | Gradnik                         | Semič                       | NM      |
| Klikni za spremembo slike | Nikolaj | Hlevni Vrh                      | Vrh - Sv. Trije Kralji      | LJ      |
| Klikni za spremembo slike | Nikolaj | Hudi Vrh                        | Bloke                       | LJ      |
| Klikni za spremembo slike | Nikolaj | Janče                           | Janče                       | LJ      |
| Klikni za spremembo slike | Nikolaj | Jazne                           | Cerkno                      | KP      |
| Klikni za spremembo slike | Nikolaj | Katarija                        | Moravče                     | LJ      |
| Klikni za spremembo slike | Nikolaj | Knežja Lipa                     | Stari trg ob Kolpi          | NM      |
| Klikni za spremembo slike | Miklavž | Koper                           | Koper                       | KP      |
| Klikni za spremembo slike | Miklavž | Koritno                         | Čadram - Oplotnica          | MB      |
| Klikni za spremembo slike | Miklavž | Kostanjevica na Krki            | Kostanjevica na Krki        | NM      |
| Klikni za spremembo slike | Nikolaj | Kred                            | Kobarid                     | KP      |
| Klikni za spremembo slike | Nikolaj | Krstenica                       | Kanal                       | KP      |
| Klikni za spremembo slike | Nikolaj | Landol                          | Hrenovice                   | KP      |
| Klikni za spremembo slike | Miklavž | Laziše                          | Sv. Miklavž nad Laškim      | CE      |
| Klikni za spremembo slike | Miklavž | Lemberg pri Šmarju              | Sladka Gora                 | CE      |
| Klikni za spremembo slike | Nikolaj | Litija                          | Litija                      | LJ      |
| Klikni za spremembo slike | Nikolaj | Ljubija                         | Mozirje                     | LJ      |
| Klikni za spremembo slike | Nikolaj | Ljubljana                       | Ljubljana - Sv. Nikolaj     | LJ      |
| Klikni za spremembo slike | Nikolaj | Ljubljana                       | Ljubljana - Štepanja vas    | LJ      |
| Klikni za spremembo slike | Nikolaj | Logatec                         | Dolnji Logatec              | LJ      |
| Klikni za spremembo slike | Nikolaj | Mače                            | Preddvor                    | LJ      |
| Klikni za spremembo slike | Nikolaj | Majšperk                        | Majšperk                    | MB      |
| Klikni za spremembo slike | Nikolaj | Mali Lipoglav                   | Lipoglav                    | LJ      |
| Klikni za spremembo slike | Nikolaj | Martinja vas pri Mokronogu      | Mokronog                    | NM      |
| Klikni za spremembo slike | Nikolaj | Metlika                         | Metlika                     | NM      |
| Klikni za spremembo slike | Nikolaj | Mevkuž                          | Gorje                       | LJ      |
| Klikni za spremembo slike | Miklavž | Miklavž na Dravskem polju       | Sv. Miklavž ob Dravi        | MB      |
| Klikni za spremembo slike | Miklavž | Miklavž pri Ormožu              | Sv. Miklavž pri Ormožu      | MB      |
| Klikni za spremembo slike | Miklavž | Miklavž pri Taboru              | Sv. Jurij ob Taboru         | CE      |
| Klikni za spremembo slike | Nikolaj | Močilno                         | Radeče                      | LJ      |
| Klikni za spremembo slike | Nikolaj | Možjanca                        | Preddvor                    | LJ      |
| Klikni za spremembo slike | Nikolaj | Murska Sobota                   | Murska Sobota               | MS      |
| Klikni za spremembo slike | Nikolaj | Neblo                           | Šlovrenc                    | KP      |
| Klikni za spremembo slike | Nikolaj | Nova Štifta                     | Gornji Grad                 | CE      |
| Klikni za spremembo slike | Nikolaj | Novo mesto                      | Novo mesto - Kapitelj       | NM      |
| Klikni za spremembo slike | Nikolaj | Ovsiše                          | Ovsiše                      | LJ      |
| Klikni za spremembo slike | Nikolaj | Pako                            | Borovnica                   | LJ      |
| Klikni za spremembo slike | Nikolaj | Palčje                          | Trnje                       | KP      |
| Klikni za spremembo slike | Nikolaj | Pangrč Grm                      | Stopiče                     | NM      |
| Klikni za spremembo slike | Nikolaj | Petrušnja vas                   | Šentvid pri Stični          | LJ      |
| Klikni za spremembo slike | Miklavž | Planina                         | Ljubno ob Savinji           | CE      |
| Klikni za spremembo slike | Nikolaj | Planinska vas                   | Sv. Vid pri Planini         | CE      |
| Klikni za spremembo slike | Miklavž | Plešivec                        | Velenje - Sv. Martin        | CE      |
| Klikni za spremembo slike | Nikolaj | Plužna                          | Bovec                       | KP      |
| Klikni za spremembo slike | Nikolaj | Podbrdo                         | Podbrdo                     | KP      |
| Klikni za spremembo slike | Miklavž | Podgora                         | Dobrepolje - Videm          | LJ      |
| Klikni za spremembo slike | Nikolaj | Podgorje                        | Kamnik                      | LJ      |
| Klikni za spremembo slike | Nikolaj | Podkraj                         | Radeče                      | LJ      |
| Klikni za spremembo slike | Nikolaj | Podsabotin                      | Kojsko                      | KP      |
| Klikni za spremembo slike | Nikolaj | Podturn pri Dolenjskih Toplicah | Toplice                     | NM      |
| Klikni za spremembo slike | Miklavž | Podvin pri Polzeli              | Polzela                     | CE      |
| Klikni za spremembo slike | Nikolaj | Polje ob Sotli                  | Polje ob Sotli              | CE      |
| Klikni za spremembo slike | Nikolaj | Poreče                          | Podnanos                    | KP      |
| Klikni za spremembo slike | Nikolaj | Praprotno Brdo                  | Rovte                       | LJ      |
| Klikni za spremembo slike | Nikolaj | Renke                           | Polšnik                     | LJ      |
| Klikni za spremembo slike | Nikolaj | Sava                            | Sava                        | LJ      |
| Klikni za spremembo slike | Nikolaj | Sela pri Ajdovcu                | Ajdovec                     | NM      |
| Klikni za spremembo slike | Miklavž | Sele                            | Sele                        | MB      |
| Klikni za spremembo slike | Nikolaj | Selo                            | Kančevci                    | MS      |
| Klikni za spremembo slike | Miklavž | Sevnica                         | Sevnica                     | CE      |
| Klikni za spremembo slike | Miklavž | Sotensko pri Šmarju             | Šmarje pri Jelšah           | CE      |
| Klikni za spremembo slike | Nikolaj | Spodnja Sorica                  | Sorica                      | LJ      |
| Klikni za spremembo slike | Nikolaj | Spodnje Bitnje                  | Žabnica                     | LJ      |
| Klikni za spremembo slike | Miklavž | Spodnji Čačič                   | Osilnica                    | NM      |
| Klikni za spremembo slike | Miklavž | Stara Vrhnika                   | Vrhnika                     | LJ      |
| Klikni za spremembo slike | Nikolaj | Stari Grad                      | Videm - Krško               | CE      |
| Klikni za spremembo slike | Nikolaj | Strahinj                        | Naklo                       | LJ      |
| Klikni za spremembo slike | Nikolaj | Stranska vas                    | Novo mesto - Šmihel         | NM      |
| Klikni za spremembo slike | Nikolaj | Suhorje                         | Košana                      | KP      |
| Klikni za spremembo slike | Miklavž | Šmiklavž                        | Šmiklavž pri Slovenj Gradcu | MB      |
| Klikni za spremembo slike | Nikolaj | Trbovlje                        | Trbovlje - Sv. Martin       | CE      |
| Klikni za spremembo slike | Nikolaj | Tušev Dol                       | Črnomelj                    | NM      |
| Klikni za spremembo slike | Nikolaj | Ulaka                           | Sv. Trojica nad Cerknico    | LJ      |
| Klikni za spremembo slike | Nikolaj | Veliki Podlog                   | Leskovec pri Krškem         | NM      |
| Klikni za spremembo slike | Nikolaj | Visoko                          | Ig                          | LJ      |
| Klikni za spremembo slike | Nikolaj | Vrba                            | Dobrna                      | CE      |
| Klikni za spremembo slike | Nikolaj | Vrh pri Fari                    | Fara pri Kočevju            | NM      |
| Klikni za spremembo slike | Nikolaj | Vuzenica                        | Vuzenica                    | MB      |
| Klikni za spremembo slike | Nikolaj | Zabreznik                       | Čemšenik                    | LJ      |
| Klikni za spremembo slike | Nikolaj | Zapoge                          | Zapoge                      | LJ      |
| Klikni za spremembo slike | Nikolaj | Zavrč                           | Zavrč                       | MB      |
| Klikni za spremembo slike | Nikolaj | Zbilje                          | Sora                        | LJ      |
| Klikni za spremembo slike | Nikolaj | Žalec                           | Žalec                       | CE      |
| Klikni za spremembo slike | Nikolaj | Žužemberk                       | Žužemberk                   | NM      |

## Notburga
| Slika                     | Cerkev   | Naselje | Župnija  | Škofija |
| ------------------------- | -------- | ------- | -------- | ------- |
| Klikni za spremembo slike | Notburga | Kreplje | Dutovlje | KP      |
| Klikni za spremembo slike | Notburga | Zagon   | Postojna | KP      |